# Akita Northern Happinets
Akita Northern Happinets (jap. 秋田ノーザンハピネッツ, Akita Nōzan Hapinettsu) ist ein japanischer Basketballverein aus Akita. 
Der Klub ist Mitglied der 2016 neu gegründeten B.League, zuvor spielte er in der bj league.

## Kader
- Javier Carter
- Kadeem Coleby
- Alex Davis
- Takatoshi Furukawa
- Noboru Hasegawa
- Masashi Hosoya
- Takashi Ito
- Takuya Nakayama
- Kengo Nomoto
- Sota Oura
- Takeshi Tada
- Ryu Watanabe
- Ryuto Yasuoka

## Bekannte Spieler
- Seiya Ando
- Ruben Boykin
- Scott Morrison
- Kevin Palmer
- Richard Roby
- Deshawn Stephens
- Shigehiro Taguchi

## Bedeutende Trainer
- Kazuo Nakamura

## Halle
Der Verein trug seine Heimspiele in der 5.000 Plätze umfassenden CNA Arena Akita aus.

## Erfolge
- 2× Conference-Gewinner (2014, 2015)

## Maskottchen

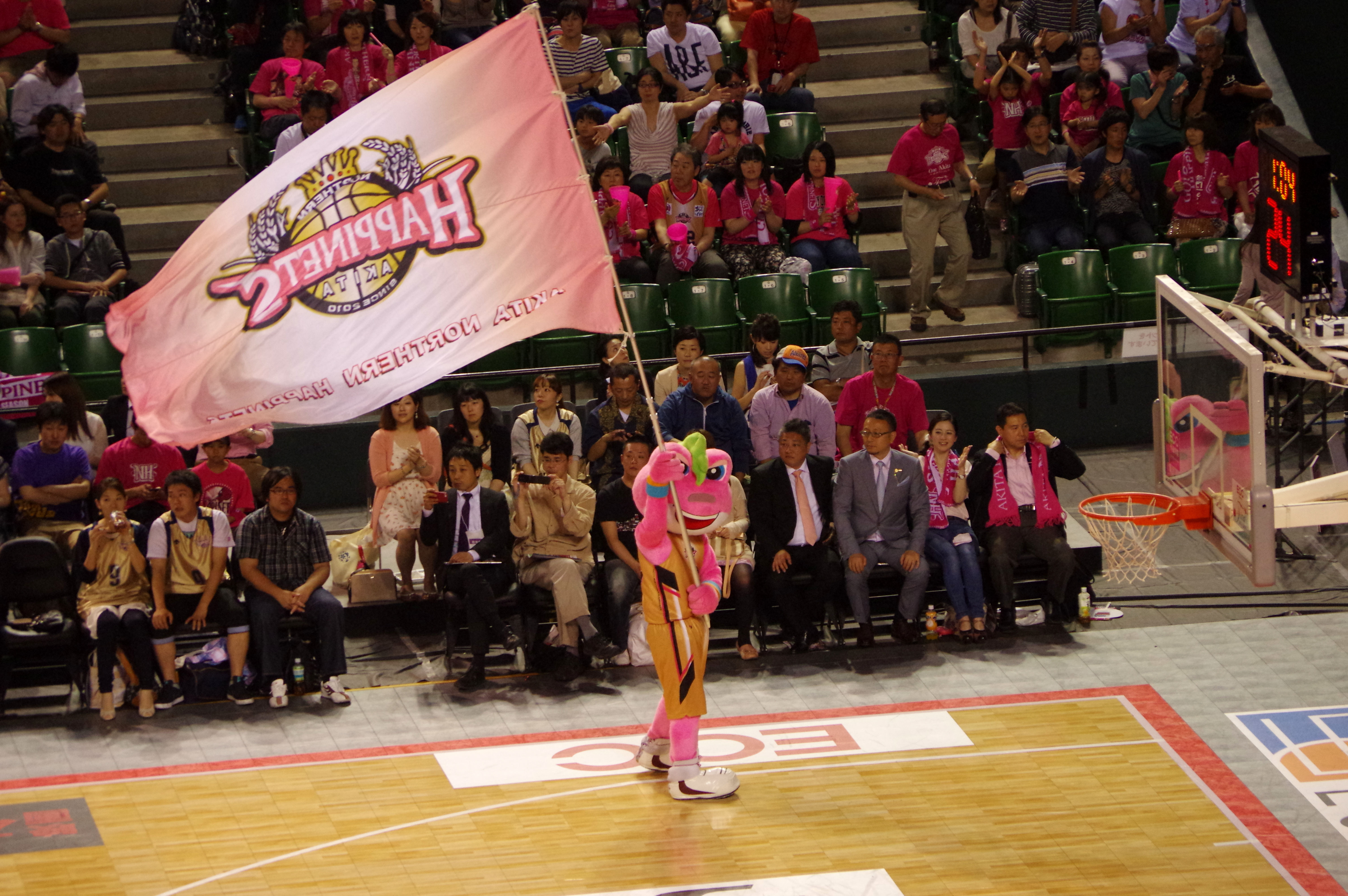
Bicky

Das Maskottchen der Happinets ist ein Frosch mit dem Namen "Bicky".